# Carbacol
O carbacol é um éster de colina e um composto quartenário de amônio com carga positiva. Não é bem absorvido no trato gastrointestinal nem pode atravessar a barreira hematoencefálica. No geral se administra por via tópica ocular ou por meio de uma injeção intraocular. O carbacol não é metabolizado pela enzima acetilcolinesterase, seus efeitos no organismo duram entre 4 e 6 horas se administrado por via tópica e 24 horas se administrado por via intraocular. Devido ao fato que o carbacol é mal absorvido por via tópica, geralmente se mistura com o cloreto de benzalcônio para promover a sua absorção. Na maioria dos países o carbacol só é obtido com prescrição médica.

## Usos clínicos
O carbacol é um parassimpatomimético que estimula tanto os receptores muscarínicos como os nicotínicos. Na administração ocular tópica e intraocular, seus principais efeitos são a miose e um aumento do fluxo do humor aquoso.
Sabe-se também que em gatos e ratos, o carbacol induz à fase do sono do tipo REM (movimento ocular rápido) quando se injeta o medicamento na ponte tronco encefálica. O carbacol produz este tipo de sonho por meio da ativação dos receptores muscarínicos colinérgicos pós-sinápticos.

### Oftalmologia
Os colírios de carbacol são usados para diminuir a pressão intraocular em pacientes com glaucoma. É também usado em algumas operações oftalmológicas, como para cataratas, para contrair a pupila durante a operação.
A administração tópica é usada para diminuir a pressão intraocular em pacientes com glaucoma primário de ângulo aberto. A administração intra-ocular é usado para causar miose depois do implante de lentes oculares durante uma operação de cataratas. O carbacol pode ser usado também para estimular o esvaziamento da bexiga, apenas se o mecanismo regular da micção estiver alterado.

## Contraindicações
O uso do carbacol, assim como os dos ademais agonistas muscarínicos, está contraindicados em pacientes com asma, insuficiência coronária, úlceras pépticas e incontinência urinária. A ação parassimpatomimética deste fármaco poderá exacerbar os sintomas destes transtornos.